# Caïssa

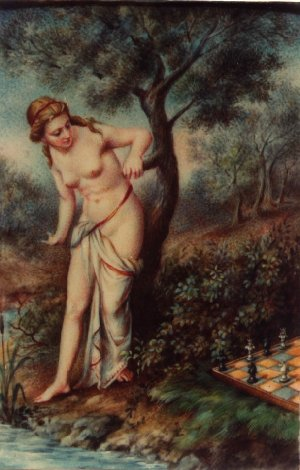
Jones's Caïssa的早期插圖，·瑪麗亞·弗拉塔

Caïssa（[ka:isa]）是虛構的新古典主義色雷斯德律阿得斯國際象棋女神，她被描繪成象棋女神。在文藝復興時代，意大利人文主義主教詩人馬爾科·吉羅拉莫·維達首次描繪了她。

## 詩
Caïssa起源於1527年馬爾科·吉羅拉莫·維達發表的一首名為Scacchia Ludus的658行詩。
但1525年發表的一個未經授權洩露的742行草稿版本。文字非常不同，其中Caïssa被稱為Scacchia，車 (國際象棋)稱為獨眼巨人，象 (國際象棋)稱為半人馬弓箭手。
詩的描述對現代國際象棋有不少影響，如車被稱為「城堡」。

## 威廉·瓊斯爵士的詩
1763年，年輕的英國東方學家威廉·琼斯在Caïssa or The Game at Chess中重了這個概念。
Philidor 1777 英文版《系統介紹棋局及國際象棋分析》（Systematic introduction to the game and the analysis of chess）包含瓊斯的詩。1851年，這首詩被 Camille Théodore Frédéric Alliey 翻譯成法語。

## 現代引用
- 在1985年至2006年間曾23次獲世界第一的加里·基莫維奇·卡斯帕羅夫不時引用「Caïssa在我旁」以隱喻作好運。[4]
- 1960年加拿大國際象棋公開賽冠軍安東尼·賽迪（英语：Anthony Saidy）作家在1994年出版的《國際象棋思想進行曲》（The March of Chess Ideas）一書廣泛使用Caïssa。
- 英國國際象棋問題專家、童話棋之父托馬斯·雷納·道森（英语：Thomas Rayner Dawson）廣泛使用Caïssa作為一個角色來提供文學敘事伴隨他的問題集[5]，順便作為國際象棋的擬人化[6]。
- Fergus Duniho 的國際象棋變體 Caïssa Britannia 以 Caïssa 命名。
- 納粹戰犯傳記筆者海因里希·弗伦克尔（英语：Heinrich Fraenkel）在寫象棋時使用化名Assiac，即Caïssa的倒寫。
- 累計超過6億次觀看數（2022）的安東尼奧·拉迪奇（英语：Agadmator）創作了名為《Caissa世紀》（Age of Caissa）的國際象棋漫畫，其描繪由人工智能統治的後世界末日世界。
- 贏得1974年第一屆世界計算機國際象棋錦標賽（英语：World Computer Chess Championship）的計算機程序被命名為Kaissa。
- 卡牌遊戲Android: Netrunner（英语：Android: Netrunner）有一個以她為藍本且名為Caïssa的程序類型。